# Разбоищки манастир
Вижте пояснителната страница за други значения на Въведение Богородично.
Разбоищкият манастир „Въведение Богородично“, наричан в миналото и Курджиловски,  е български манастир. Част е от Софийската епархия на Българската православна църква. Храмовият празник на манастира е на 21 ноември.
Извън сградата на манастира се намира църквата „Въведение Богородично“, която е изградена в скалите над манастира.

## География
Манастирът се намира на около 1 – 2 километра от село Разбоище, в дефилето на река Нишава, на 9 километра югозападно от Годеч и на 79 километра северозападно от София. Разположен е на рида Тупа̀нъц.

## История
Някои автори, смятат, че манастирът съществува от XIII – XIV век. Запазените фрагменти от старата живопис в манастирската църква по стилови особености се отнасят към края на XV и началото на XVI век. През XVIII – XIX век разцъфтява скалното отшелничество. В 1841 година манастирът е обновен основно. След обновяването му жилищните сгради са преместени на равен терен и така църквата остава извън сградите.
В манастира се съхранява старопечатан български миней от 1869 година.

## Архитектура и стенописи
Църквата е еднокорабна с полуцилиндрична апсида и с малък олтар. Почти всички стенописи са унищожени през 1941 година при нанасянето на нова, хоросанова мазилка. На западната фасада, както и в наоса и в апсидната ниша са запазени останки от стенописи от първоначалната църква. На северния край на западната фасада са изобразени епизоди от „Страшния съд“, датирани от края на XV – началото на XVI век.
Иконите, които са останали, и утварите са от втората половина на XIX век. В манастира се пази старият иконостас от XIX век, а новият е от 1950 година.

## Галерия
- Запазеният външен стенопис на църквата
- Изглед към църквата
- Църквата
- Манастирските сгради